# Woking Football Club
El Woking Football Club es un equipo de fútbol de Inglaterra que juega en la Conference National, la quinta liga de fútbol más importante del país.

## Historia
Fue fundado en el año 1889 en la ciudad de Woking, Surrey. Siete años después se unieron a la West Surrey League, ganando el título una vez, pero 21 años después estuvieron a punto de desaparecer por problemas financieros, aunque se dieron a conocer en 1908 en un juego ante el Bolton Wanderers F.C. por la FA Cup en la primera ronda, partido que perdieron 0-5, aunque se mostraron bien, al punto en que el Bolton disputó un juego amistoso ante ellos en la temporada siguiente para recaudar fondos para salvar al equipo.

## Rivalidades
Los principales rivales del Woking son el Stevenage y el Aldershot Town, donde a sus partidos llegan gran cantidad de aficionados, aunque recientemente han tenido rivalidades con el Farnborough y el Crawley Town.

## Gerencia
Presidente: Mike Smith 

Director Financiero: James Aughterson 

Director de Operaciones: Peter Jordan 

Directores: Geoff Chapple & Rosemary Johnson 

Embajador del Club: Geoff Chapple 

Jefe de Comunicaciones: David Taylor 

Oficial de Seguridad: Chris Sexton 

Publicista: Tim Griffiths

## Palmarés
- FA Trophy: 3

1994, 1995, 1997
- FA Amateur Cup: 1

1958
- Football Conference: 0
  - Subcampeón: 2

1994–95, 1995–96
- Conference South: 1

2011–12
- Isthmian League. 1

1991–92
- Isthmian League Cup: 1

1991
- Isthmian Charity Shield: 2

1992, 1993
- Surrey Senior Cup: 11[1]

1912–13, 1926–27, 1955–56, 1956–57, 1971–72, 1990–91, 1993–94, 1995–96, 1999–00, 2003–04, 2011–12
- Conference League Cup: 1

2005
- Vauxhall Championship Shield: 1

1995
- Trevor Jones Memorial Trophy: 1

2011

## Récords
- Mayor venta: £150,000 por Kevin Betsy al Fulham en 1998
- Mayor compra: £60,000 por Chris Sharpling del Crystal Palace en 2001
- Mayor victoria: 17–3 vs. Farnham en la Surrey Charity Shield de 1913
- Peor derrota: 0–16 vs. New Crusaders en la FA Cup de 1905